# 1000 børn om året
1000 børn om året er en dansk oplysningsfilm fra 1978 instrueret af Mogens Berendt efter eget manuskript.

## Handling
Filmen er en kampagnefilm der især henvender sig til yngre bilister. Filmen fremhæver, at børn har særlig vanskeligt ved at klare sig i 4 færdselssituationer, hvor bilisterne derfor må tage ekstra hensyn til dem.